# Vicino da Ferrara

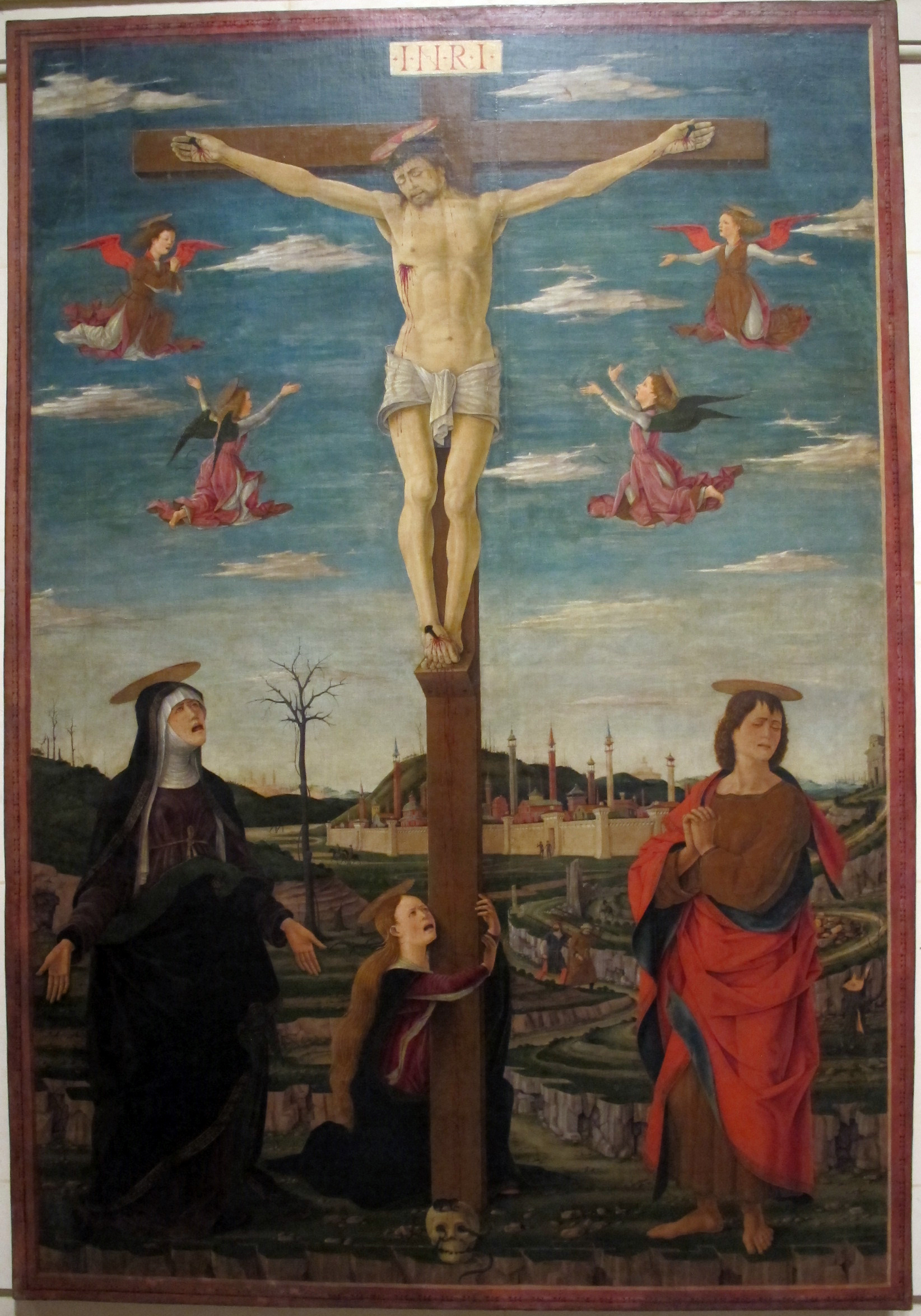
Crucifixion, Musée des Arts décoratifs, Paris

Vicino da Ferrara est le nom donné à un peintre italien des XVe et XVIe siècles. Il est souvent identifié à Baldassare d'Este.

## Identification du peintre
Le nom « Vicino da Ferrara » a été proposé par l'historien d'art Roberto Longhi dans les années 1930 pour désigner l'auteur de plusieurs tableaux qui lui semblaient relever d'un peintre, non encore identifié précisément mais appartenant à l'école de Ferrare et proche de Ercole de' Roberti.
Longhi a suggéré que ce peintre pourrait être Baldassare d'Este. La mention « Vicino da Ferrara » demeure toutefois encore employée pour certaines œuvres, notamment à la pinacothèque de Ferrare.

## Œuvres
- Saint Jérôme, vers 1480, Berlin, Gemäldegalerie[5], tableau ayant servi de point de départ à la reconstitution de l'artiste par Longhi[6].
- Crucifixion, vers 1469/1470, Musée des Arts décoratifs, Paris [7].
- Portrait de Borso d'Este, pinacothèque du château des Sforza (Milan).
- Annonciation, vers 1465-1470, Pinacothèque nationale de Ferrare.
- Panneau comprenant Saint Georges, Collection Heinemann, Zurich et Saint Maurelio, Collection Pio Falcò, Mombello[8].
- Série de saints dominicains : Saint Thomas d'Aquin et Saint Vincent Ferrier, autrefois au Rheinisches Landesmuseum de Bonn[9].

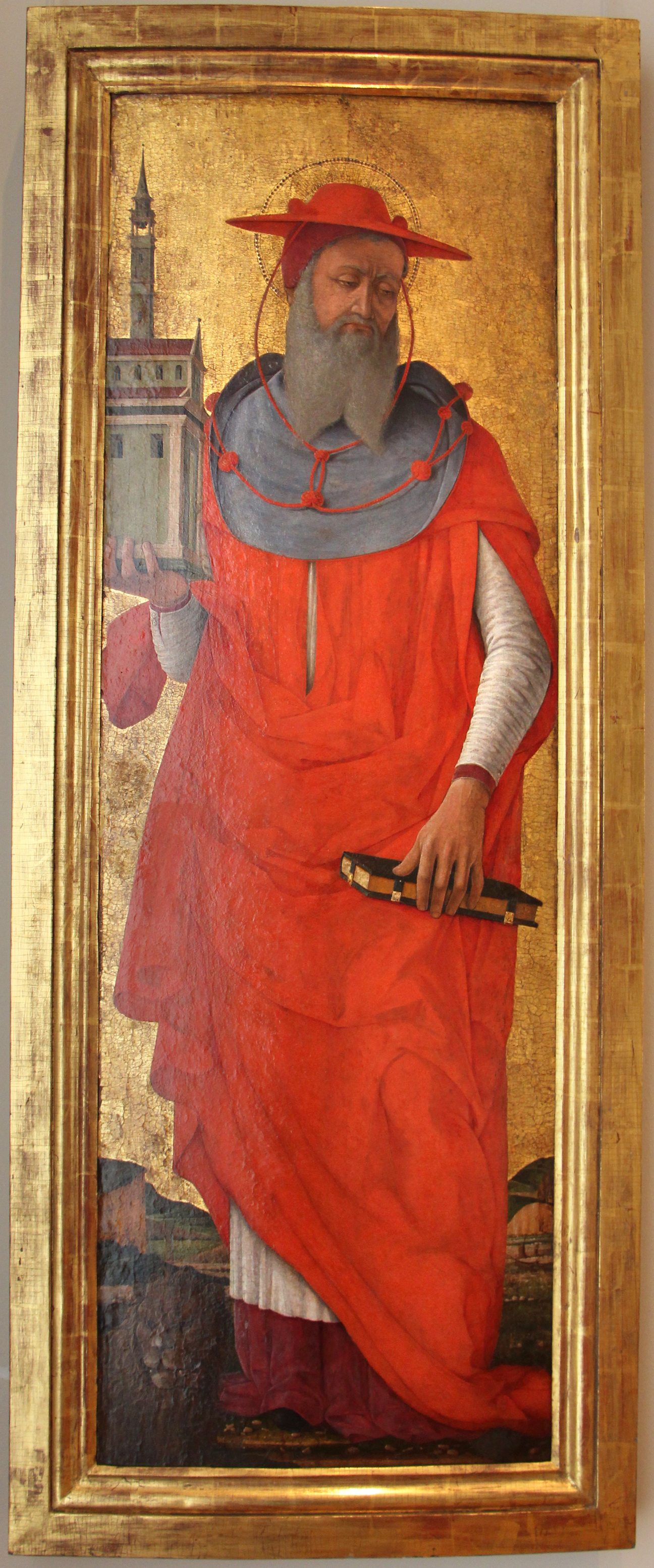
Saint Jérôme, Gemäldegalerie, Berlin
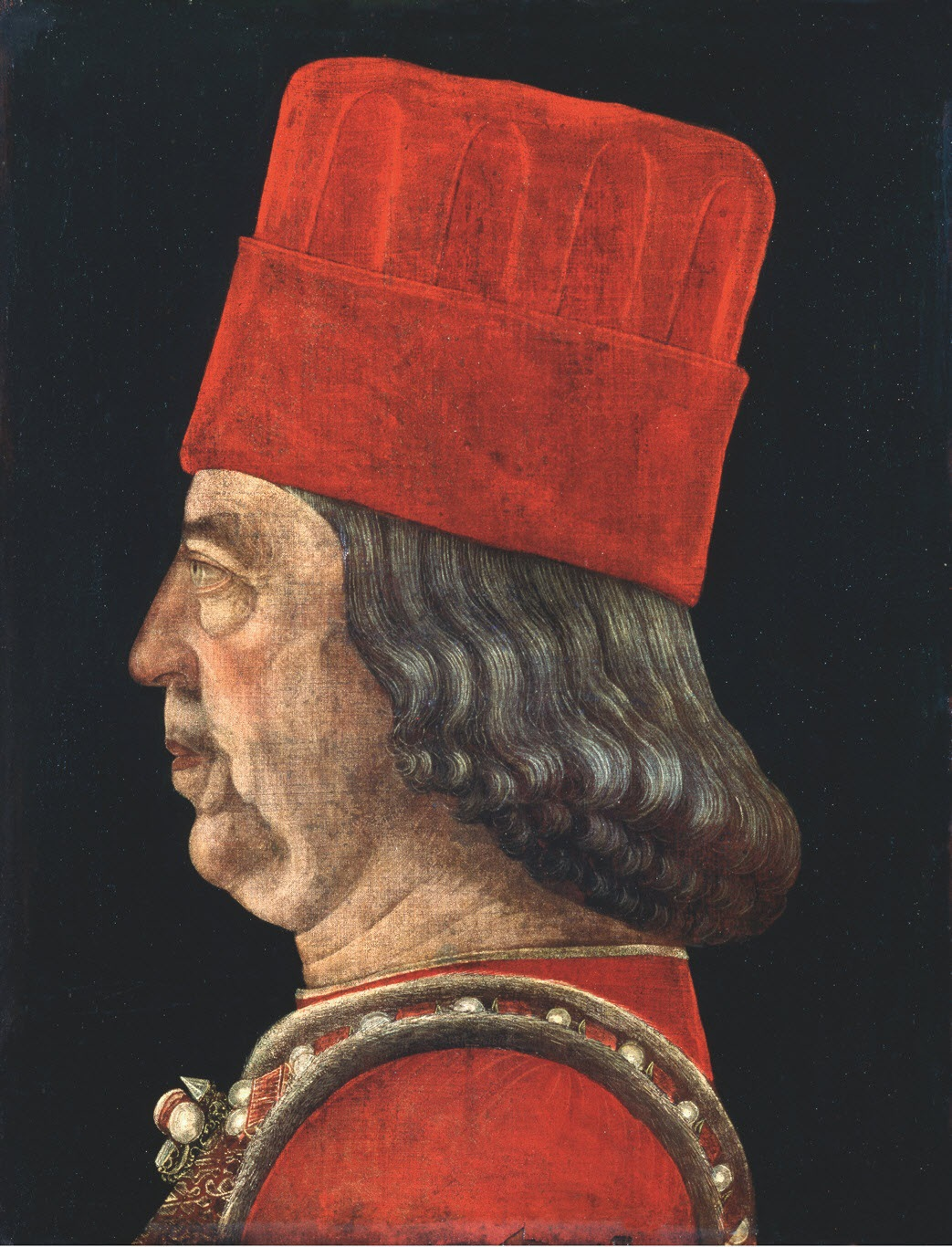
Portrait de Borso d'Este, attribué à Vicino da Ferrara, Pinacothèque du château des Sforza (Milan).
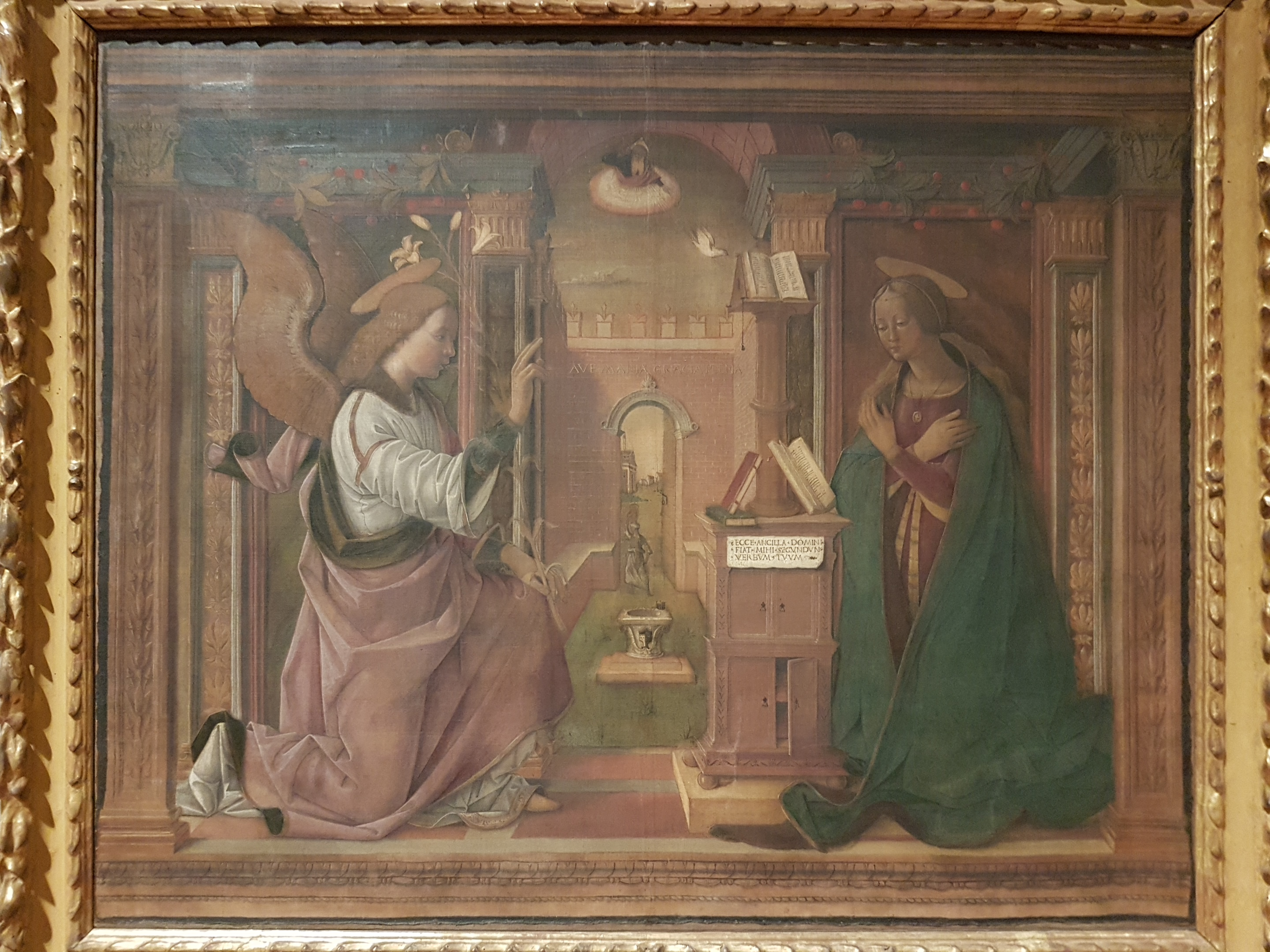
Annonciation, Pinacothèque nationale de Ferrare (vers 1465-1470).